# Osxépkovo (Sverdlovsk)
|  | Per a altres significats, vegeu «Osxépkovo». |

Osxépkovo (en rus: Ощепково) és un poble de l'óblast de Sverdlovsk, a Rússia, segons el cens del 2010 tenia 159 habitants.